# CA-724
La CA-724 es una carretera autonómica de Cantabria perteneciente a la Red Local y que sirve de acceso a la población de Servillejas.

## Nomenclatura

Indicador

Su nombre está formado por las iniciales CA, que indica que es una carretera autonómica de Cantabria, y el dígito 724 es el número que recibe según el orden de nomenclaturas de las carreteras de la comunidad autónoma. La centena 7 indica que se encuentra situada en el sector comprendido entre las carreteras nacionales N-634 al norte, N-611 al oeste y N-623 al este, y los límites con las provincias de Burgos y Palencia al sur.

## Historia
Su denominación anterior era SV-6157.

## Trazado
Tiene su origen en la intersección con la CA-171 situada en el núcleo de La Costana frente a la carretera CA-723 de acceso a Bustamante y su final en el centro de Servillejas, localidad situada en el término municipal de Campoo de Yuso, municipio por el que discurre la totalidad de su recorrido de 1,5 kilómetros. La carretera se mantiene en paralelo con el arroyo La Costana que atraviesa en el núcleo de Servillejas justo antes de finalizar en el entorno de la iglesia de Santa María.
Su inicio se sitúa a una altitud de 858 m s. n. m. y el fin de la vía está situada a 908 m s. n. m., con lo que resulta una pendiente media del 3,33%.
La carretera tiene dos carriles, uno para cada sentido de circulación, y una anchura total de 5,0 metros sin arcenes.

## Actuaciones
El IV Plan de Carreteras no contempla ninguna actuación en esta carretera.

## Transportes
No hay líneas de transporte público que recorran la carretera CA-724.

## Recorrido y puntos de interés
En este apartado se aporta la información sobre cada una de las intersecciones de la CA-724 así como otras informaciones de interés.
| Esquema         | PK  | Sentido Servillejas (creciente) | Sentido Servillejas (creciente) | Sentido Servillejas (creciente)                          | Sentido Servillejas (creciente)                          | Sentido CA-171 (decreciente)                             | Sentido CA-171 (decreciente)                             | Sentido CA-171 (decreciente) | Sentido CA-171 (decreciente) | Incidencias |
| Esquema         | PK  | Velocidad                       | Elemento                        | Salida                                                   | Salida                                                   | Salida                                                   | Salida                                                   | Elemento                     | Velocidad                    | Incidencias |
| Esquema         | PK  | Velocidad                       | Elemento                        | Dir.                                                     | Nombre                                                   | Nombre                                                   | Dir.                                                     | Elemento                     | Velocidad                    | Incidencias |
| --------------- | --- | ------------------------------- | ------------------------------- | -------------------------------------------------------- | -------------------------------------------------------- | -------------------------------------------------------- | -------------------------------------------------------- | ---------------------------- | ---------------------------- | ----------- |
|                 | 0,0 |                                 |                                 |                                                          | CA-724 SERVILLEJAS                                       | CA-723 BUSTAMANTE                                        |                                                          |                              |                              |             |
| CA-171 CORCONTE | 0,0 |                                 |                                 |                                                          | CA-724 SERVILLEJAS                                       |                                                          |                                                          |                              |                              |             |
| CA-171 REINOSA  | 0,0 |                                 |                                 |                                                          | CA-724 SERVILLEJAS                                       |                                                          |                                                          |                              |                              |             |
|                 | 1,3 |                                 |                                 | SERVILLEJAS                                              | SERVILLEJAS                                              | SERVILLEJAS                                              | SERVILLEJAS                                              |                              |                              |             |
|                 | 1,4 |                                 |                                 | Arroyo de La Costana                                     | Arroyo de La Costana                                     | Arroyo de La Costana                                     | Arroyo de La Costana                                     |                              |                              |             |
|                 | 1,5 |                                 |                                 | Iglesia de Santa María                                   | Iglesia de Santa María                                   | Iglesia de Santa María                                   | Iglesia de Santa María                                   |                              |                              |             |
|                 | 1,5 |                                 |                                 | Final de la carretera en el núcleo urbano de Servillejas | Final de la carretera en el núcleo urbano de Servillejas | Final de la carretera en el núcleo urbano de Servillejas | Final de la carretera en el núcleo urbano de Servillejas |                              |                              |             |